# Список кавалеров ордена Святого апостола Андрея Первозванного (Российская Федерация)
В настоящем списке представлены в алфавитном порядке Кавалеры ордена Святого апостола Андрея Первозванного (Российская Федерация). Список содержит информацию о дате награждения, номере Указа Президента Российской Федерации, заслугах, дате рождения по новому стилю, месте рождения (с ойконимами на дату рождения), дате смерти и месте смерти кавалеров.
| № п/п | Фото | Фамилия, Имя Отчество           | Дата награждения      | Номер указа | Заслуги | Дата рождения         | Место рождения                                                             | Дата смерти           | Место смерти                |
| ----- | ---- | ------------------------------- | --------------------- | ----------- | --- | --------------------- | -------------------------------------------------------------------------- | --------------------- | --------------------------- |
| 1     |      | Алексий II                      | 19 февраля 1999 года  | 203         | За выдающийся вклад в духовное и нравственное возрождение России, сохранение мира и согласия в обществе | 23 февраля 1929 года  | Таллин, Эстония                                                            | 5 декабря 2008 года   | Москва, Россия              |
| 2     |      | Алиев Гейдар Алирза оглы        | 10 мая 2003 года      | 521         | За большой личный вклад в укрепление дружбы и сотрудничества между народами России и Азербайджана | 10 мая 1923 года      | Нахичевань, Азербайджанская ССР, СССР                                      | 12 декабря 2003 года  | Кливленд, Огайо, США        |
| 3     |      | Алиева Фазу Гамзатовна          | 11 декабря 2002 года  | 1400        | За выдающийся вклад в развитие отечественной литературы и высокую гражданскую позицию | 5 декабря 1932 года   | с. Геничутль, Хунзахский район, Дагестанская АССР, РСФСР, СССР             | 1 января 2016 года    | Махачкала, Дагестан, Россия |
| 4     |      | Архипова Ирина Константиновна   | 2 января 2005 года    | 1           | За выдающийся вклад в развитие отечественной и мировой музыкальной культуры, многолетнюю творческую и общественную деятельность | 2 января 1925 года    | Москва, РСФСР, СССР                                                        | 11 февраля 2010 года  | Москва, Россия              |
| 5     |      | Гамзатов Расул Гамзатович       | 8 сентября 2003 года  | 1040        | За выдающийся вклад в развитие отечественной литературы и активную общественную деятельность | 8 сентября 1923 года  | с. Цада, Аварский округ, Дагестанская АССР, РСФСР, СССР                    | 3 ноября 2003 года    | Москва, Россия              |
| 6     |      | Горбачёв Михаил Сергеевич       | 2 марта 2011 года     | 257         | За большой личный вклад в укрепление мира и дружбы между народами и многолетнюю плодотворную общественную деятельность | 2 марта 1931 года     | с. Привольное, Северо-Кавказский край, РСФСР, СССР                         | 30 августа 2022 года  | Москва, Россия              |
| 7     |      | Гранин Даниил Александрович     | 28 декабря 2008 года  | 1864        | За выдающийся вклад в развитие отечественной литературы, многолетнюю творческую и общественную деятельность | 1 января 1919 года    | с. Волынка, Рыльский уезд, Курская губерния, РСФСР                         | 4 июля 2017 года      | Санкт-Петербург, Россия     |
| 8     |      | Григорович Юрий Николаевич      | 26 января 2017 года   | 30          | За выдающийся вклад в развитие отечественной культуры и мирового хореографического искусства, многолетнюю творческую деятельность | 2 января 1927 года    | Ленинград, РСФСР, СССР                                                     | 19 мая 2025 года      | Москва, Россия              |
| 9     |      | Ефремов, Герберт Александрович  | 19 сентября 2020 года | 568         | За выдающиеся заслуги в развитии ракетно-космической отрасли, укрепление обороноспосообности страны | 15 марта 1933 года    | с. Малое Заречье, Белозерский район, Северный край, РСФСР, СССР            |                       |                             |
| 10    |      | Зорькин Валерий Дмитриевич      | 17 февраля 2023 года  | 97          | За выдающиеся заслуги перед Отечеством и многолетнюю плодотворную государственную деятельность | 18 февраля 1943 года  | с. Константиновка, Октябрьский район, Приморский край, РСФСР, СССР         |                       |                             |
| 11    |      | Зыкина Людмила Георгиевна       | 12 июня 2004 года     | 765         | За выдающийся вклад в развитие отечественной культуры и музыкального искусства | 10 июня 1929 года     | Москва, РСФСР, СССР                                                        | 1 июля 2009 года      | Москва, Россия              |
| 12    |      | Калашников Михаил Тимофеевич    | 7 октября 1998 года   | 1202        | За выдающийся вклад в дело защиты Отечества | 10 ноября 1919 года   | с. Курья, Алтайская губерния, РСФСР                                        | 23 декабря 2013 года  | Ижевск, Россия              |
| 13    |      | Кирилл                          | 19 ноября 2021 года   | 658         | За выдающийся вклад в сохранение и развитие духовных и культурных традиций, укрепление мира и согласия между народами | 20 ноября 1946 года   | Ленинград, РСФСР, СССР                                                     |                       |                             |
| 14    |      | Лавров Сергей Викторович        | 21 марта 2025 года    | 160         | За выдающиеся заслуги перед Отечеством, большой вклад в разработку и реализацию внешнеполитического курса Российской Федерации, многолетнюю плодотворную государственную деятельность | 21 марта 1950 года    | Москва, РСФСР, СССР                                                        |                       |                             |
| 15    |      | Лебедев Вячеслав Михайлович     | 14 августа 2023 года  | 605         | За выдающиеся заслуги в развитии отечественной судебной системы, укреплении законности и правопорядка | 14 августа 1943 года  | Москва, РСФСР, СССР                                                        | 23 февраля 2024 года  | Москва, Россия              |
| 16    |      | Лихачёв Дмитрий Сергеевич       | 30 сентября 1998 года | 1163        | За выдающийся вклад в развитие отечественной культуры | 28 ноября 1906 года   | Санкт-Петербург, Российская империя                                        | 30 сентября 1999 года | Санкт-Петербург, Россия     |
| 17    |      | Лукашенко Александр Григорьевич | 30 августа 2024 года  | 738         | За выдающиеся заслуги в развитии отношений союзничества и стратегического партнёрства между Российской Федерацией и Республикой Белоруссия, укреплении дружественных связей между российским и белорусским народами, а также за большой личный вклад в создание и эффективную деятельность Союзного государства | 30 августа 1954 года  | Копысь, Оршанский район, Витебская область, Белорусская ССР, СССР          |                       |                             |
| 18    |      | Матвиенко Валентина Ивановна    | 28 марта 2019 года    | 132         | За выдающиеся заслуги перед Отечеством и многолетнюю плодотворную государственную деятельность | 7 апреля 1949 года    | Шепетовка, Каменец-Подольская область, УССР, СССР                          |                       |                             |
| 19    |      | Михалков Сергей Владимирович    | 13 марта 2008 года    | 339         | За выдающийся вклад в развитие отечественной литературы, многолетнюю творческую и общественную деятельность | 13 марта 1913 года    | Москва, Российская империя                                                 | 27 августа 2009 года  | Москва, Россия              |
| 20    |      | Моди Нарендра Дамодардас        | 12 апреля 2019 года   | 157         | За выдающиеся заслуги в развитии особо привилегированного стратегического партнёрства между Российской Федерацией и Республикой Индией и дружественных связей между российским и индийским народами | 17 сентября 1950 года | Ваднагар, Бомбей, Индия                                                    |                       |                             |
| 21    |      | Назарбаев Нурсултан Абишевич    | 11 октября 1998 года  | 1212        | За большой личный вклад в укрепление дружбы и сотрудничества между народами России и Казахстана | 6 июля 1940 года      | с. Чемолган, Каскеленский район, Алма-Атинская область Казахская ССР, СССР |                       |                             |
| 22    |      | Пахмутова Александра Николаевна | 28 октября 2019 года  | 525         | За выдающиеся заслуги в развитии отечественной культуры и искусства, многолетнюю плодотворную деятельность | 9 ноября 1929 года    | Бекетовка, Нижне-Волжский край, РСФСР, СССР                                |                       |                             |
| 23    |      | Петровский Борис Васильевич     | 4 июня 2003 года      | 603         | За выдающиеся достижения в области здравоохранения и медицинской науки | 27 июня 1908 года     | Ессентуки, Терская область, Российская империя                             | 4 мая 2004 года       | Москва, Россия              |
| 24    |      | Си Цзиньпин                     | 3 июля 2017 года      | 294         | За выдающиеся заслуги в укреплении дружбы и сотрудничества между народами Российской Федерации и Китайской Народной Республики | 15 июня 1953 года     | Пекин, Шэньси , КНР                                                        |                       |                             |
| 25    |      | Солженицын Александр Исаевич    | 11 декабря 1998 года  | 1562        | За выдающиеся заслуги перед Отечеством и большой вклад в мировую литературу | 11 декабря 1918 года  | Кисловодск, Терская область, РСФСР                                         | 3 августа 2008 года   | Москва, Россия              |
| 26    |      | Шаймиев Минтимер Шарипович      | 20 января 2022 года   | 16          | За выдающиеся заслуги перед государством и многолетнюю плодотворную общественную деятельность | 20 января 1937 года   | Аняково, Мензелинский район, Татарская АССР, РСФСР, СССР                   |                       |                             |
| 27    |      | Шойгу Сергей Кужугетович        | 2014 год              | нет данных  | нет данных | 21 мая 1955 года      | Чадан, Тувинская АО, РСФСР, СССР                                           |                       |                             |
| 28    |      | Шумаков Валерий Иванович        | 3 ноября 2001 года    | 1271        | За выдающиеся достижения в области здравоохранения и медицинской науки | 9 ноября 1931 года    | Москва, РСФСР, СССР                                                        | 27 января 2008 года   | Москва, Россия              |